# Leokadie
Leokadie (ve francouzském originále Léocadie) je opera (drame lyrique, žánrově opéra comique) o třech jednáních francouzského skladatele Daniela-Françoise-Esprita Aubera na libreto Eugèna Scriba (1791-1861) a Mélesvilla (vl. jm. Anne-Honoré-Joseph baron de Duveyrier, 1787-1865) na Cervantesův námět. Poprvé byla uvedena v pařížském Théâtre de l'Opéra-Comique (Salle Feydeau) dne 4. listopadu 1824.

## Vznik díla
Leokadie je pátou Auberovou operou vzniklou na Scribovo libreto a osmou, kterou uvedl na jevišti Opéra-Comique. Mezi komickými operami Koncert u dvora aneb Debutantka a Zedník a zámečník se Auber přiklonil opět k lyrickému (až melodramatickému či sentimentálnímu) námětu o zhýralosti a cti. Motiv chudé dívky svedené bohatým šlechticem předznamenává námět Němé z Portici. Libretisté jej přejali z Cervantesovy novely La Fuerça del sangre ze sbírky Novelas ejemplarias vydané 1613, přenesli však děj do novější doby (18. století). Přes portugalské dějiště má hudba spíše španělský styl; již předehra (ve které pro Aubera netypicky vystupuje harfa) je založena na rytmu bolera. I dále vystupují španělské motivy, bolero a farandola. I kvůli svému relativně vážnému námětu se zde Auber ze svých raných děl nejvíce přibližuje stylu Luigiho Cherubiniho.
Opera měla po svém uvedení slušný úspěch: v Opéra-Comique se hrála v letech 1824-1831 a dosáhla 120 představení. Brzy se dostala i na zahraniční jeviště, nejprve do Belgie (Gent 9. března 1825, Brusel 23. března 1825), poté na německá jeviště (Mnichov 12. července 1825, Vídeň 20. října 1827 pod názvem Anatolie, Štýrský Hradec 30. listopadu 1831), na kterých byly náměty tohoto typu oblíbeny, v Londýně se hrála poprvé na Drury Lane 17. prosince 1825 v adaptaci Barhama Livia. Oproti Auberovým komediím se však na repertoáru neudržela tak dlouho.
V českých zemích byla opera provedena poprvé 6. listopadu 1826 v brněnské Redutě (v němčině). Pražské nastudování ve Stavovském divadle v německém překladu Friederike Ellmenreichové (1775–1845) mělo premiéru o rok později 20. listopadu 1827.
Na týž námět složili operu i skladatelé Lauro Rossi (1835) a Giuseppe Mazza (1844), bez většího úspěchu.

## Osoby a první obsazení
| osoba                                       | hlasový obor | premiéra (4.11.1824)      |
| ------------------------------------------- | ------------ | ------------------------- |
| Don Carlos, plukovník pěchotního pluku      | lehký tenor  | Lafeuillade               |
| Don Fernand d'Aveyro, kapitán u téhož pluku | baryton      | Louis-Auguste Lemonnier   |
| Philippe de Leiras, seržant tamtéž          | tenor        | Huet                      |
| Léocadie, jeho sestra                       | soprán       | Félicité Pradher          |
| Crespo, „alcade“ (rychtář) vesnice          | bas          | Darancourt                |
| Sanchette, jeho neteř                       | lehký soprán | Antoinette-Eugénie Rigaut |
| Důstojníci, vojáci, vesničané, kejklíři     |              |                           |

## Děj opery
Děj se odehrává v Portugalsku v hrabství Elvas, v 18. století.

### 1. dějství
Sanchette se v domě svého strýce a vesnického rychtáře Crespa připravuje na svatbu s vojákem Philippem (introdukce se sborem C'est aujourd'hui que l'hymen vous engage a ansámblem). Crespo v zásadě proti sňatku není, jenže Philippe je chudý a je třeba ještě prověřit, zda je z počestné rodiny. Jeho sestra Léocadie trpí ustavičnou melancholií (jak okamžitě prokazuje v romanci Pour moi, dans la nature, tout n'est plus que douleur).
Philippe se vrací s povolením ke svatbě od svého plukovníka a s rodinnými dokumenty pro rychtáře Crespa. Ten je nadšen: Philippe a jeho dcera jsou ve skutečnosti šlechtického rodu, i když nemajetného. Současně zjistil, že se v pevnosti připravuje svatba — žení se snad sám plukovník? Ale kapitán Fernand vysvětluje, že nikoli: to on si bere plukovníkovu sestru, hraběnku Amélii (kavatina C'est moi qui suis son époux).
Fernand se dále zmiňuje o tajemném sirotkovi, tříletém chlapci, který žije ve vesnici u jedné staré ženy, aniž by kdo znal jeho rodiče (tuto historku vypráví Sanchetta v kupletech Voilà trois ans qu'en ce village). Fernand by si jej rád odvedl do opatrování, ale dosavadní opatrovnice náhle dostane tajemný dopis, který jí to zakazuje. Crespo i Philippe poznají Léocadiin rukopis a uvědomí si, že se jedná o její nemanželské dítě. Tajemství si nechají pro sebe, ale toto je skvrna na Philippově rodinné cti a ze sňatku se Sanchettou musí sejít (finále Que j'ai vu? Du silence!... Venez, jeunes fillettes... Plus d'avenir, plus d'espérance).

### 2. dějství
Leocadie je ve svém a Philippově domě sama. Přichází plukovník don Carlos, zve ji na svatební oslavu (Léocadie odmítá), a sděluje jí, že se sám chce ženit (duet Dans une douce ivresse). Vrací se Philippe a udeří na Léocadii: zná její tajemství (duet Tu le demandes! Toi!). Léocadie vysvětluje, že ji před třemi lety unesl a znásilnil neznámý šlechtic; zanechal jí jen medailón s portrétem nějaké ženy. Philippe se hodlá pomstít na jejím svůdci. Don Carlos se vrací a je nyní konkrétnější: žádá Philippa o ruku jeho sestry. Mezitím ale přibíhá Sanchette se zprávou, že se chlapec topí, a zděšená Léocadie již neudrží své tajemství, veřejně se k němu přizná a běží mu na pomoc (ansámbl Grand dieu! — Malheureux que je suis!). Don Carlos a Philippe dávají průchod svým citům (La honte, la colère).
Fernand ovšem dítě zachránil a po převlečení odchází na svatební obřad. Crespo a Philippe zjišťují, že žena z medailonu je hraběnka Amélie, a usoudí z toho, že jejím svůdcem byl Fernand. Philippe jej chce ještě dostihnout a přinutit jej, aby si vzal jeho sestru, ale je pozdě — Fernandovy oddavky již proběhly (finále Que dit-elle?... Vive Fernand! Ah! quelle ivresse!).

### 3. dějství
V městském domě dona Carlose probíhá svatební oslava (Sanchettiny kuplety Je viens de voir notre comtesse). Philippe přichází a chce vyzvat potají Fernanda na souboj a pak prchnout (Seul, sans témoins, la nuit... Et Carlos est mon bienfaiteur!). Fernand právě donu Carlosovi připomněl noční dobrodružství před čtyřmi lety, které Carlosovi tíží svědomí. Když se proto dopis s Philippovou výzvou k souboji dostane do rukou místo Fernandovi právě jemu, rozhodne se svého přítele a švagra zastoupit. Než ale Carlos stačí odejít, vchází Léocadie, která hledá svého bratra a nyní poznává místo, odkud kdysi prchla svému únosci. Carlos je zděšen a snaží se ji odprosit (duet O ciel! où suis-je). Léocadie nejprve jeho žádost o odpuštění a o sňatek odmítá, ale když přichází Philippe a je odhodlán dona Carlose zabít, nakonec svolí. V krátkém finále ( Que faites-vous ici? c'est la dernière ronde) se tedy vše vyřeší: Fernand si již vzal hraběnku Amélii a svatby dona Carlose s Léocadií a Philippa se Sanchettou na sebe nedají čekat.